# 凱格勒區
凱格勒區是斯里蘭卡薩伯勒格穆沃省的一個區。面積1,663平方公里。2001年人口785,524人。首府凱格勒。